# 塔馬吉山崗
塔馬吉山崗是17世紀台灣西拉雅族信仰的西方天空之神，男性，為西拉雅十三神之一。其妻塔卡琅帕達為東方天空之神之一，兩人在諸神之中位階最崇高。